# Badis chittagongis
Badis chittagongis е вид бодлоперка от семейство Badidae.

## Разпространение
Видът е разпространен в Бангладеш.

## Описание
На дължина достигат до 2,8 cm.